# Ephraim Shay
Ephraim Shay (17 de julio de 1839 - 19 de abril de 1916) fue un comerciante estadounidense, empresario e ingeniero ferroviario autodidacta que trabajó en el estado de Míchigan. Diseñó la primera locomotora Shay, patentando su configuración. Autorizó su fabricación a través de la compañía que se conoció como Lima Locomotive Works de Ohio. Entre 1882 y 1892 se vendieron unas 300 locomotoras de este tipo.

## Primeros años y servicio militar
Ephraim Shay nació en 1839 en el municipio de Sherman, condado de Huron, Ohio. Sus padres eran James y Phoebe (Probasco) Shay, cuyas familias habían llegado a la zona de los Grandes Lagos desde el Nueva York colonial. Sus padres eran de ascendencia mayoritariamente inglesa, con algunos antepasados holandeses y polacos. La línea paterna de su madre descendía del inmigrante George (Jurriaen) Probatski, quien era de Breslau, Silesia (actualmente Wroclaw, Polonia). En 1654, Probatski fue a los Países Bajos e inmigró con algunos holandeses a través de Ámsterdam y Brasil a Nueva Holanda (Nueva York). Con el tiempo, a través de matrimonios entre familias holandesas e inglesas, el nombre en los Estados Unidos evolucionó a Probasco, probablemente dentro de las primeras generaciones. 
En 1861, Shay se mudó con su familia a Muir, Míchigan, cuando contaba con 22 años de edad. Poco después se alistó en la Compañía D del Octavo de Infantería Voluntaria de Missouri. En su diario de la Guerra Civil Americana, Shay escribió: "Recibidas órdenes de marcha. Toda una coincidencia; el día que tengo 22 años empiezo mi primera expedición para defender el honor y la bandera de mi país ". Shay sirvió en el escenario occidental de la guerra, encuadrado en las tropas a las órdenes del general William Tecumseh Sherman. Fue dado de baja honorablemente en 1864 y regresó a Ohio para casarse.

## Matrimonio y comienzo de su carrera
Shay se casó con su novia Jane Henderson el 26 de julio de ese año. La joven pareja se mudó al condado de Ionia, Míchigan, para estar cerca de los miembros de su familia en Portland, Lyons, Muir y Sebewa. En 1870 se mudaron a Sunfield, Míchigan, donde Shay operaba un aserradero de vapor. Su hijo, Lette, nació allí el 26 de enero de 1870. 

## Madera y locomotora

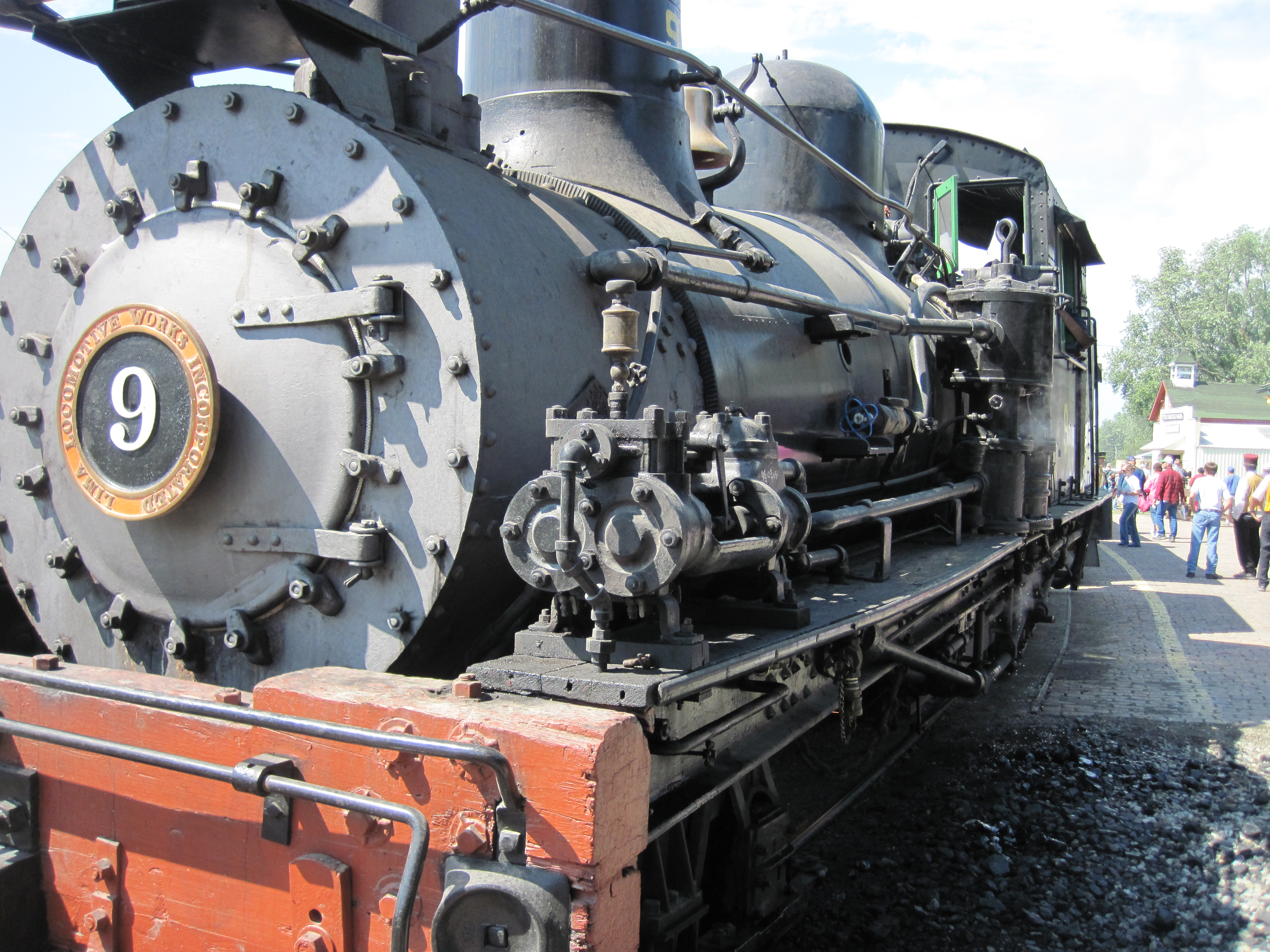
Locomotora Shay, West Side Lumber Co. #9, en servicio en el Ferrocarril Central del Medio Oeste, de 1923

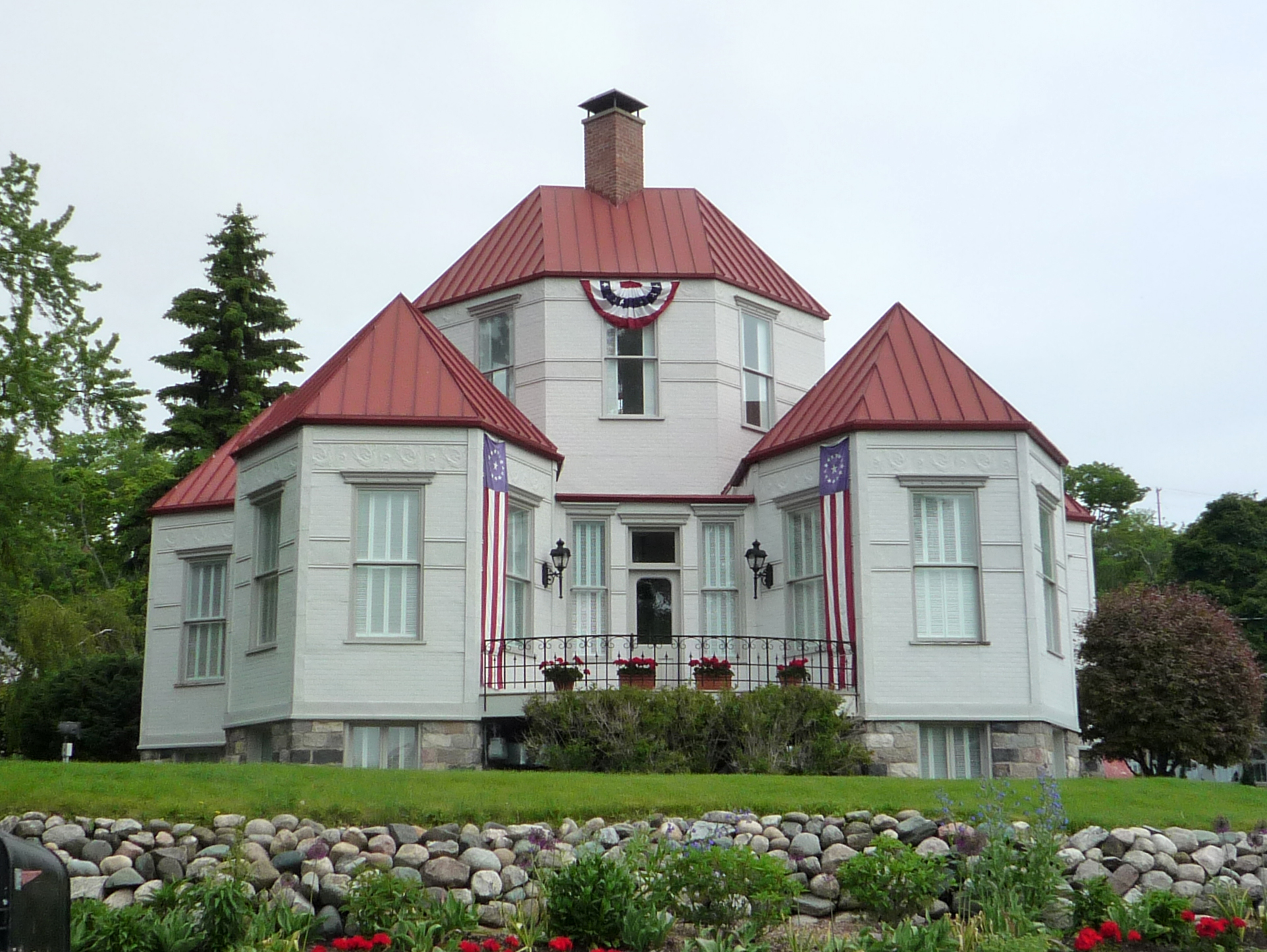
La Casa Hexagonal de Shay hoy en día

Después de 1873, Shay se mudó con su familia a Haring, Míchigan, donde estableció un almacén de venta al por menor y un aserradero, básicos en una ciudad fronteriza. En 1876 o 1877, tuvo la idea de usar una locomotora para transportar los troncos cortados. Experimentó con el uso de tiras de arce con rieles de madera de pino, para construir caminos con rapidez para permitir el acceso de una locomotora al interior de los bosques, para lo que desarrolló la locomotora Shay. Comenzó a trabajar con Lima Machine Works (más tarde Lima Locomotive Works) de Lima, Ohio, y les otorgó la licencia para fabricar este modelo. 
En 1880, se envió la primera locomotora Shay a un cliente en Grand Rapids, en un centro de tala de árboles situado en la península de Míchigan. En 1881 comenzó a presentar patentes de sus ideas. William E. Woodard ayudó a Lima a mejorar el diseño del motor. La compañía Lima construyó cuatro locomotoras Shay en 1881 y otras 37 en 1883. En 1884, tenía un catálogo de 34 páginas, con cinco modelos de locomotoras Shay. De 1882 a 1892 vendió unas 300 locomotoras. A finales de la década de 1890, las locomotoras Shay se enviaron a numerosas regiones de todo el mundo. 

## Experimentos con acero
En 1888 se mudó con su familia a Harbor Springs, Míchigan, a Little Traverse Bay. Allí, diseñó y construyó alrededor de 1892 lo que ahora se conoce como Shay Hexagon House, una estructura de forma hexagonal, que tiene cuatro alas que se abren desde el núcleo central y una torre de dos pisos en la parte superior. La casa ha sido incluida en el Registro Nacional de Lugares Históricos. Las paredes interiores y exteriores eran de acero estampado, un uso inusual de este producto relativamente nuevo.
En 1891 construyó un bote de acero que tenía 40 pies (12,2 m) de largo y un ancho de 6 pies (1,8 m), llamado Aha. Los restos del Aha han sido devueltos a Harbor Springs y se conservan. También diseñó y gestionó obras de suministro de agua privadas para la ciudad de Harbor Springs. El uso de acero para grandes cargueros lacustres, desarrollado en este período, fue una innovación importante para el tráfico naval en los Grandes Lagos. 
Shay promovió un ferrocarril, el Ferrocarril de Harbor Springs (apodado el "Central de Hemlock"), fundado en 1902 y disuelto en 1912. Tres locomotoras de las diseñadas por el propio Shay funcionaban en la línea. El ferrocarril transportaba principalmente madera, pero también se usaba para hacer turismo. Así mismo, construyó más de 400 trineos con listones de madera de arce como regalos de Navidad para los niños locales. 
Su esposa Jane murió el 24 de julio de 1912, y Shay falleció el 19 de abril de 1916. Está enterrado en el cementerio de Lakeview en Harbor Springs. 
La Sociedad Histórica del Área de Harbor Springs patrocina anualmente el festival "Shay Days" en Hexagon House, un fin de semana cercano al cumpleaños de Shay. En 2005, el festival se celebró el 15 de julio, el 16 de julio y el 17 de julio.